# John Zubek
John P. Zubek (ur. 1925, zm. 1974) – kanadyjski psycholog urodzony w Czechosłowacji, profesor University of Manitoba. Prowadzone przez niego badania dotyczyły między innymi skutków deprywacji sensorycznej.

## Badania na szczurach
Zubek wspólnie z R. M. Cooperem prowadził badania na szczurach. W ramach tych badań uzyskane w ramach selektywnej hodowli dwie linie szczurów (tzw. szczury „mądre” i szczury „tępe”, analogicznie jak w badaniu Roberta Tryona) były hodowane w trzech odmiennych środowiskach: wzbogaconym (duże klatki wyposażone w różnego rodzaju zabawki dla gryzoni), ubogim (małe i puste klatki) oraz normalnym (warunki typowe dla hodowli zwierząt w laboratorium). Celem badania było ustalenie w jaki sposób środowisko życia szczurów wpływa na ich zdolność uczenia się odnajdywania drogi w labiryncie. Ustalono, że u szczurów tzw. „tępych” hodowanych we wzbogaconym środowisku nastąpił spadek liczby popełnianych błędów w labiryncie (wchodzenie w ślepe uliczki), natomiast nie zanotowano zmiany u szczurów tzw. „mądrych” hodowanych w tym samym środowisku. W przypadku szczurów hodowanych w środowisku ubogim wystąpiła prawidłowość odwrotna: zanotowano zwiększenie liczby błędów u szczurów tzw. „mądrych”, ale nie zanotowano zmiany u szczurów tzw. „tępych”.
Eksperyment ten uwidocznił zmieniającą się rolę środowiska oraz dziedziczności w determinowaniu różnic indywidualnych. Wykazano interakcję genotypu oraz środowiska.

## Ważniejsze dzieła
- R. M. Cooper, J. P. Zubek, J. P., Effects of enriched and restricted early environments on the learning ability of bright and dull rats, Canadian Journal of Psychology, 12(3), 1958, s. 159–164.